# کودرس
کودرس (به فرانسوی: Coudres) یک کمون در فرانسه است که در Canton of Saint-André-de-l'Eure واقع شده‌است.

## خصوصیات
کودرس ۱۵٫۳۷ کیلومترمربع مساحت و ۴۹۸ نفر جمعیت دارد و ۱۵۰ متر بالاتر از سطح دریا واقع شده‌است.